# 马克·屈内
马克·屈内（德語：Marc Kühne，1976年9月6日—），德国男子雪车运动员。他曾代表德国参加国际雪车联合会世界锦标赛，获得一枚金牌和一枚银牌。他也曾参加2006年冬季奥林匹克运动会。